# Psychologie environnementale
Ne doit pas être confondu avec Écopsychologie.
Pour les articles homonymes, voir Psychologie (homonymie).
La psychologie environnementale, confondue parfois avec l’écopsychologie, est « l'étude des interrelations entre l'individu et son environnement physique et social, dans ses dimensions spatiales et temporelles ». Elle s'intéresse aussi bien aux effets des conditions environnementales sur les comportements, cognitions et émotions de l’individu qu’à la manière dont celui-ci perçoit ou agit sur l'environnement.
La psychologie environnementale repose sur une meilleure compréhension et prise en compte des interrelations complexes qui se tissent entre l'individu et son environnement, qu'elles soient conscientes ou non. En tant qu’acteur, l’individu perçoit, ressent, se représente et se projette dans « son » environnement, de manière positive ou négative selon les cas. Cet environnement, avec ses particularités réelles ou fantasmées, la manière dont il est investi et façonné par l’individu participe de l’identité de l’individu et d'un groupe, et donne signification à leur comportement.
L’environnement n’est pas ici considéré comme un simple décor environnant l'individu ou le groupe, ni même uniquement comme source de services écologiques, mais pour ses aménités et aussi pour les peurs inconscientes qu'il peut susciter (peur du loup, peur du noir, peur du sauvage et de l'incontrôlé...). Il n’est pas uniquement composé d’éléments matériels : l’individu y est continuellement présent, que ce soit de manière effective ou virtuelle.

## Historique
Dans les années 1950, des interrogations émergent à propos du rôle de l'environnement dans les soins apportés aux malades mentaux. En France, aux États-Unis, ainsi qu'en Suède, de nombreux travaux sont ensuite réalisés sur ce thème. Parallèlement, les architectes ont manifesté un besoin de comprendre l'usager, afin de lui fournir un cadre de vie adapté à ses besoins selon son âge, son profil de personnalité et certaines spécificités (propres à l'autisme par exemple).
La psychologie environnementale s'est pour partie formalisée dans les années 1970 (Ittelson, Proshansky, Rivlin, et Winkler, 1974), et correspond à la prise de conscience, dans des domaines aussi divers que l'architecture, l’anthropologie, l’urbanisme ou la psychologie, de la nécessité de prendre en compte la dimension humaine dans l’aménagement de l’environnement. Puis la discipline s'est intéressée à différents thèmes : le stress urbain, les nuisances urbaines, les comportements pro-environnementaux...
La psychologie environnementale s'est créée à partir et autour d'une demande sociale basée sur deux axes principaux : les questions d'urbanisme et d'architecture d'une part, et les problématiques liées à l'écologie et à l'évolution des écosystèmes d'autre part.

## Cadres environnementaux
La psychologie environnementale « considère la relation à l’espace et au vivant qui nous entoure comme un système d’interdépendances complexes dans lequel le rôle et la valeur de ceux-ci sont notamment déterminés par la perception et l’évaluation subjective dont un lieu, un animal, une plante, un paysage... est l’objet » (Ittelson, 1978). C’est :
- une psychologie de notre relation à l'altérité minérale et non vivante (avec l'eau, l'air, les roches) ou vivante (la faune et la flore, domestiquées ou non, la complexité des agrosystèmes et écosystèmes) ;
- une psychologie de notre relation au mystère du vivant (la mer où l'on ne peut vivre, l'environnement nocturne que nos sens appréhendent mal...) ;
- une psychologie de l'espace-temps, dans la mesure où elle analyse les perceptions, les attitudes et les comportements de l'individu en relation explicitent avec le contexte physique et social dans lequel il évolue dans le temps.

Il est ainsi possible de distinguer quatre niveaux de référence sociaux-spatiaux :
1. le Micro-environnement, l’espace privatif (logement, poste de travail) concerne l’individu et la sphère familiale.
2. le Méso-environnement, l’environnement de proximité partagé (espaces semi-publics, habitat collectif, quartier, lieu de travail, parcs, espaces verts) concerne les relations interindividuelles et les collectivités de proximité.
3. le Macro-environnement, les environnements collectifs publics (villes, villages, campagne, paysage) concerne l’individu dans sa relation à la collectivité : communautés, habitants, agrégat d'individus.
4. l’Environnement global, l'environnement dans sa totalité (l’environnement construit et l’environnement naturel, les ressources naturelles), concerne la population, société dans son ensemble.

Cette distinction permet de comprendre et d’analyser la relation individu-environnement en termes de rapport à l’environnement dans ses dimensions physiques et de préciser les rapports à autrui que chacun de ces différents niveaux impliquent. En effet, les problèmes mis en jeu diffèrent selon l’échelle spatiale et temporelle à laquelle l'individu se place, et en conséquence aussi, les modalités d’intervention et les filtres que la psyché (culture, expérience personnelle..) place entre soi, le groupe et la réalité environnementale.

## Contexte des relations individu-environnement
L'individu et le groupe modifient sans cesse leur environnement, et l'environnement et ses modifications rétroagissent sur le comportement et l'état d'esprit de l'individu. L'environnement procure l'eau, l'air et la nourriture qui nous sont vitales, mais aussi du sens et de l'identité, en situant l'individu socialement, économiquement et culturellement, il véhicule des significations. Nous façonnons, et de plus en plus, et de plus en plus vite, l'espace construit et notre environnement, et « cet espace construit nous signifie en retour qui nous sommes et ce que nous devons faire » (Getzel, 1975). Le contexte environnemental, objet de perceptions, d'attitudes, et de comportements déployés en son sein, nécessite la prise en compte de la dimension temporelle (Perla Serfaty, 2002, Moser & Uzzell, 2002).
La relation à un espace donné est, au-delà du présent, tributaire de son passé et du futur. Les lieux ont un passé qui contribue à son interprétation actuelle, et un futur qui est susceptible de nous guider dans nos actions à travers nos représentations anticipatoires. Les systèmes d'interactions/transactions entre l’individu et l'environnement intègrent aussi bien son expérience que ses projets, ses représentations et ses actions, et s'inscrivent donc dans la temporalité. La capacité de l’individu à se projeter dans le futur prend toute son importance au regard des analyses des conditions d'adoption de comportements écologiques. Les références au temps sont présentes de manière récurrente en psychologie environnementale. Des auteurs comme Perla Serfaty (2003) Altmann et Rogoff (1987), Proshansky (1987), Werner et al., (1992) et Perla Serfaty,1994, 1985, 1984 y font expressément référence.
Se référant aux dimensions sociales et culturelles, la psychologie environnementale considère que l’individu, dans sa relation avec les différents espaces, est conditionné par le contexte culturel et social dans lequel il évolue, son histoire et ses aspirations vis-à-vis de cet espace. En d’autres termes, la relation de l’individu avec l’environnement ne peut se comprendre que s'il est tenu compte à la fois des contextes culturels et sociaux dans lesquels cette relation s’actualise, l’histoire aussi bien collective qu’individuelle qui conditionne les pratiques des lieux privés ou publics, les perceptions et comportements ainsi que les besoins et aspirations particulières. Cette interaction sera également tributaire de la projection de l’individu dans le futur, toujours en relation avec l’environnement avec lequel l’individu est en interaction.
Ainsi, quel que soit le niveau environnemental avec lequel le sujet interagit, l’ensemble de ces facteurs détermine la manière dont l’individu va percevoir et agir dans cet environnement.

## De l’analyse à l’intervention
Un objectif de la psychologie environnementale est d'identifier les processus qui régulent et médiatisent la relation de l’individu à l’environnement, en mettant en évidence les perceptions, attitudes, évaluations et représentations environnementales d’une part, les comportements et conduites environnementales qui les accompagnent d'autre part. De ce fait, elle s'intéresse aussi bien aux effets des conditions environnementales sur les comportements et conduites humaines qu’à la manière dont l'individu perçoit ou agit sur l'environnement. Bien que les analyses puissent prendre comme point de départ aussi bien l'individu que certains aspects physiques (bruit, pollution, aménagement) ou sociaux (densité, hétérogénéité de population) de l'environnement, elles débouchent souvent, au-delà de la mise évidence des incidences particulières de ces aspects, sur une explication interrelationnelle et systémique, dans la mesure où les facteurs physiques et sociaux sont inextricablement liés dans leurs effets sur la perception et le comportement de l'individu (Altman et Rogoff, 1987). L'environnement est vécu à travers l'action ; il a une valeur symbolique, esthétique et multimodale (tous les sens sont concernés simultanément). Les transactions continues de l'homme avec son environnement mettent en évidence le caractère actif de la personne, qui transforme son cadre de vie, l'approprie et entretient avec lui une relation dynamique.
Aux différents niveaux d'analyse, les espaces privés, les territoires partagés, la sphère publique et la relation à l’environnement global, l’intervention s’opère de manière complémentaire sur l’environnement physique, en contribuant à l’aménagement du cadre environnemental bâti ou naturel, et sur l’environnement social au moyen de l’ingénierie socio-environnementale (Moser et Weiss, 2003). Elle consiste essentiellement à :
- mettre l’accent sur la dimension humaine dans les projets et réalisations concernant l’environnement, et
- chercher à mieux comprendre les comportements et attitudes des personnes vis-à-vis de l’environnement.

Elle permet ainsi de proposer des plans d’action et des aménagements adéquats. Souvent, les espaces construits ne sont pas utilisés pour les fins initiales prévues lors de leur planification. Devant la nécessité d’une évaluation par les usagers pour les rendre plus efficaces, certains architectes et spécialistes de l'aménagement font appel à la psychologie environnementale qui met alors en œuvre les méthodes de la POE (Post-Occupancy Evaluation).

## Domaine d'étude
Son domaine d'étude s'étend sur les types de relations qui existent entre les individus et leur milieu de vie : soit l'homme dans le cadre bâti, soit l'étude des relations qu'entretient l'homme avec les milieux et les ressources naturelles. La difficulté à comprendre vraiment l'objet d'étude de ce spécialiste s'explique par la multitude des milieux de vie auquel sont confrontés les individus (l'environnement de travail, le domicile, le quartier, la ville, l'environnement social : lieux de rencontre et de loisirs, les lieux de contact avec la nature, les perceptions des ressources naturelles...) Le psychologue environnemental se spécialise dans un sous-domaine précis.

### Utilité de la psychologie environnementale
La majorité des études sont commandées par des collectivités territoriales, des mairies, ou des ministères, qui souhaitent avoir un avis, et être conseillé sur un aspect précis qui les questionnent. Par exemple, la Mairie de Paris a fait appel à un psychologue environnementaliste afin de comprendre pourquoi les antennes relais de téléphonie mobile font l'objet de rejets alors que quasiment tout le monde possède un téléphone portable.
Le psychologue environnementaliste a une approche spécifique centrée sur l'individu, afin de comprendre ses besoins, ses motivations, ses mécanismes de fonctionnement, dans le but d'améliorer la qualité de vie de l'individu.

### Méthodologie
Le psychologue environnementaliste utilise les entretiens, questionnaires, focus groupe, cartographies comportementales, trajets commentés. À la frontière entre toutes les sous-disciplines de la psychologie (psychologie sociale, psychologie différentielle, psychologie du développement...) et les autres disciplines qui étudient le rapport à l'espace (sociologie urbaine, urbanisme, geographie, etc.), la psychologie environnementale puise des méthodes, ou en crée certaines sous un angle pluridisciplinaire.

### Comportement pro-environnemental
L’un des phénomènes étudiés en psychologie environnementale est le comportement pro-environnemental. Il s’agit d’un comportement visant à réduire l’impact sur l’environnement ou à lui être bénéfique. Il semble être effectué de manière consciente. Ils sont habituellement regroupés dans les différentes sphères de la vie. Or, plusieurs comportements avec un faible impact négatif ne sont pas nécessairement conscients et donc motivés pour d’autres raisons telles que la santé ou le confort.
Ils sont étudiés sous l’angle de différentes théories, dont la théorie du comportement planifié. Plusieurs autres concepts sont utiles à leur étude comme les attitudes et la motivation.